# Řevnice (stacja kolejowa)
Řevnice – stacja kolejowa w miejscowości Řevnice, w kraju środkowoczeskim, w Czechach. Znajduje się na linii kolejowej Praga – Beroun, na południe od Pragi. Znajduje się na wysokości 210 m n.p.m.
Jest zarządzana przez Správę železnic. Na stacje zatrzymują się pociągi systemu szybkiej kolei miejskiej Esko w Pradze. Na stacji istnieje możliwość zakupu biletów i rezerwacji miejsc.

## Linie kolejowe
- 171 Praha - Beroun